# Аутотопагнозия
Аутотопагнозия — один из видов соматоагнозии, который характеризуется затруднением узнавания собственных частей тела, а также сложностью восприятия их пространственного расположения.

### Локализация
Возникает при поражении правой теменной доли или при двухсторонних теменных поражениях. (7 поле Бродмана)

### Симптомы
При аутотопагнозии возникает игнорирование половины тела, но, главным образом, неузнавание отдельных его частей (например, больные не могут различить и правильно показать части собственного тела — части лица, пальцы рук), наблюдается нарушение оценки положения отдельных частей тела в пространстве.

### Методы диагностики
При тестировании навыков пациента по определению локализации частей тела (друг относительно друга) в пространстве используются экспериментальные пробы, предложенные Semenza C. и Goodglass H.
1. Испытуемый указывает на свои собственные части тела по словесной команде.
2. Испытуемый указывает на части тела на полноразмерном изображении фигуры человека по словесной команде.
3. По вербальной команде испытуемый указывает именно на то изображение из предложенных, на котором представлена названная часть тела.
4. Испытуемый указывает на свое собственное тело, на ту единственную часть, которая показана экспериментатором в виде отдельного рисунка.
5. Экспериментатором предъявляется изображение с определенной частью тела, испытуемый должен указать её на изображении всего тела.
6. Испытуемый указывает на изображении всего тела на ту часть, которую исследователь коснулся на теле субъекта, в то время как он/она держал глаза закрытыми.
7. Испытуемый указывает на рисунок (среди множества изображений) одной части тела, соответствующей той области, которой экзаменатор коснулся на теле испытуемого, в то время как он/она держал глаза закрытыми. [2]

## Виды аутотопагнозии
Различают следующие формы аутотопагнозии: аутотопагнозию половины тела (аутотопагнозию гемикорпа), пальцевую агнозию, аутотопагнозию позы и нарушение ориентировки в правом-левом направлении.

### Аутотопагнозия половины тела — аутотопагнозия гемикорпа (гемисоматоагнозия)
В отличие от анозогнозии, при которой типично неосознание и отрицание дефекта (например, при грубом и выраженном гемипарезе), при аутотопагнозии гемикорпа возможность выполнения определенной функции сохраняется, но больные этой возможностью не пользуются. Так, при полной или неполной сохранности движений в руке и ноге, больной не пользуется ими для осуществления разнообразных действий. Он «забывает» о них, игнорирует их существование, не включает в работу. Это игнорирование относится только к левой половине тела. Например, больной моет только одну правую руку, надевает тапок только на правую ногу. В тяжелых случаях у больного возникает чувство отсутствия левой половины тела. Больной также может испытывать ощущение, что рядом с ним лежит другой человек, которому принадлежит одна из его ног, находящихся в кровати (левая нога больного), либо это не его нога, а палка или другой предмет.

##### Локализация
Гемисоматоагнозия возникает при поражении правой теменной доли.

##### Методдиагностики
Для выявления синдрома «чужой» руки при расспросе больного использовались признаки, предложенные R.S.Doody и J.Jancovic в 1992 г. , а именно совокупность следующих симптомов: непроизвольная, возникающая неожиданно для пациента и не характерная для других типов неврологических расстройств двигательная активность руки; ощущение «чуждости» или «враждебности» по отношению к своей верхней конечности; неспособность распознать без зрительного контроля принадлежность руки своему телу; одушевление («персонификация») руки.

### Пальцевая агнозия
Пальцевая агнозия выделяется как особая форма аутотопагнозии. При этой форме утрачивается способность узнавать и показывать заданные пальцы на своей руке и руке другого человека. Наиболее часто ошибки узнавания отмечаются для II, III и IV пальцев как правой, так и левой руки. Признаков соматоагнозии для других частей тела обычно не наблюдается.

##### Локализация
Пальцевая агнозия возникает при поражений левой теменной доли (угловая извилина).

##### Методы диагностики
1. Показ пальцев по подражанию. Покажите, пожалуйста: показывают 3-й палец; 5-й палец; 2-й палец; 3-й палец; 4-й палец; 1-й палец.
2. Показ пальцев по вербальной инструкций. Покажите, пожалуйста: указательный палец; мизинец; средний; большой; мизинец; безымянный.
3. Называние пальцев. Показывают для называния: указательный палец, большой, мизинец, средний, безымянный, средний. Экспериментатор показывает пальцы попеременно то левой, то правой руки, изменяя каждый раз положение кисти в пространстве.

### Аутотопагнозия позы
Нарушение осознания, узнавания и оценка расположения одних частей своего тела по отношению к другим частям тела.

##### Локализация
Аутотопагнозия позы возникает при поражений верхне-теменной области левого полушария и ее связей со зрительным бугром. Имеют место двусторонние нарушения.

##### Метод диагностики
1. Больные затрудняются в копировании положения руки по отношению к лицу, не могут точно скопировать положение указательного пальца врача по отношению к лицу (например, указательный палец расположен на переносице, в средней части щеки, у наружного угла глаза и т. п.).
2. Сходные затруднения наблюдаются у тех же больных при узнавании и копировании разных по ориентаций положении кистей рук по отношению друг другу, демонстрируемых врачом (например, кисть правой руки находится в сагиттальной плоскости пальцами кверху и ладонью внутрь, а кисть левой руки касается ладони правой руки кончиками пальцев).

### Нарушение ориентировки в правом-левом направлении
Нарушается способность определять правую и левую стороны собственного тела. Больной не узнает, какая из двух его рук или ног правая или левая, не может показать правый глаз или левое ухо.

##### Локализация
Нарушения ориентировки в правом-левом возникают при поражений левой теменной доли у правшей (угловая извилина). Однако, описаны относительно редкие случаи, когда дефекты право-левой ориентировки возникают при право-теменном поражений, в частности при нейрохирургических операциях.

##### Метод диагностики
Больные затрудняются определить правую и левую стороны своего тела, показать правую или левую руку (глаз) на теле врача, сидящего напротив. Особенно трудным становится выполнение этого задания, если врач скрестит руки на груди.